# (32921) 1995 EV
1995 EV (asteroide 32921) é um asteroide da cintura principal. Possui uma excentricidade de 0.16428280 e uma inclinação de 5.08523º.
Este asteroide foi descoberto no dia 9 de março de 1995 no Observatório Astronômico Santa Lucia Stroncone.